# Plaza Latorre
La plaza Latorre es una plaza de forma triangular ubicada entre la calle Arlegui y el puente Libertad, frente al Hotel O'Higgins, en el centro de la ciudad de Viña del Mar en la  Región de Valparaíso, Chile. Toma su nombre en homenaje a Juan José Latorre, héroe de la Guerra del Pacífico.
Tuvo su origen en los terrenos ganados luego de canalizado el estero Marga Marga y en la posterior construcción del puente Libertad. En 1935 la plaza se modificó en conjunto con la construcción del Hotel O'Higgins en su costado oriente. En el año 1951 se instaló un busto de Bernardo O'Higgins, donado por la Compañía Municipal de Desagües.
El 8 de diciembre de 1984 se instaló en la plaza un monumento en homenaje al centenario del Cuerpo de Bomberos de la ciudad, que consiste en una estrella de concreto con una placa recordatoria en su centro.